# Josef Lauxtermann
Josef Lauxtermann (* 16. April 1898; † 15. September 1972 in Düsseldorf) war deutscher Bäckermeister und ein Widerstandskämpfer gegen den Nationalsozialismus.

## Widerstand in Düsseldorf
Im April 1945 beteiligte er sich an einer Aktion Düsseldorfer Bürger, um die Stadt widerstandslos an die vorrückenden amerikanischen Streitkräfte zu übergeben. Wenige Stunden vor der Befreiung Düsseldorfs wurden fünf seiner Mitstreiter hingerichtet, Lauxtermann starb 1972. (Siehe hierzu den Hauptartikel Aktion Rheinland.)

## Ehrungen
Josef Lauxtermann hat ein Ehrengrab auf dem Stoffeler Friedhof in Düsseldorf.